# 赵笃生
赵笃生（1899年—1964年），原名赵培祥，男，山东泰安人，中国政治人物，曾任中共山东省委统战部副部长，山东省政协副主席。